# Caloundra International 2007
Il Caloundra International 2007 è stato un torneo di tennis facente parte della categoria ATP Challenger Series nell'ambito dell'ATP Challenger Series 2007. Il torneo si è giocato a Caloundra in Australia dal 19 al 25 novembre 2007 su campi in cemento.

## Vincitori

### Singolare
Joseph Sirianni ha battuto in finale  Todd Widom con il punteggio di 7–6(2), 7–6(5)

### Doppio
Ti Chen /  Jun Woong-sun hanno battuto in finale  Ivan Cerović /  Vjekoslav Skenderovic con il punteggio di 6–2, 6–3